# Amga (Fluss)
Die Amga (russisch Амга, jakutisch Амма) ist mit 1.462 km Fließstrecke der längste Zufluss des Aldans in der Republik Sacha (Jakutien), Russland (Asien).
Der Fluss entspringt im Nordwestteil des Aldanhochlands. Von ihrer Quelle fließt die Amga durch die nordwestlichen und nördlichen Ausläufer des eben genannten Hochlands nach Amga, um unterhalb des am Aldan gelegenen Chandyga in den Aldan zu münden.
Das Einzugsgebiet der Amga, die von der ersten Hälfte des Oktobers bis Mai zugefroren ist, umfasst rund 69.300 km².
Das untere Amgatal ist eine der wenigen Regionen Jakutiens, in denen Ackerbau betrieben wird.